# Stosatea italica
Stosatea italica ist eine Art der zu den Doppelfüßern gehörenden Bandfüßer und in Südeuropa beheimatet. Von hier aus wurde sie nach Nordwest- und Mitteleuropa verschleppt.

## Merkmale
Die Körperlänge beträgt 11–14 mm. Die bräunliche bis rotbräunliche Art hat eine glatte Körperoberfläche und sehr kleine Seitenflügel (Paranota). Diese sitzen auf den Metazoniten (hinterer Teil des Doppelsegments bei Doppelfüßern). Im Rückenbereich der Metazoniten befinden sich zudem zwei helle Flecken, durch die ein dunkleres Mittelband verläuft. Das perlschnurartige Aussehen der Art erinnert an Strongylosoma stigmatosum, allerdings hat Stosatea italica richtige Seitenflügel und bleibt adult kleiner. Auch mit Craspedosoma rawlinsii besteht eine Verwechslungsgefahr, diese Art besitzt im Gegensatz zu S. italica jedoch Augen.

## Verbreitung und Lebensraum
Die Art lebt in Südeuropa und ist hier vor allem aus Italien und Frankreich bekannt. Von dort aus wurde sie in verschiedene Regionen Europas verschleppt, unter anderem nach Irland, Großbritannien (hier vermutlich in historischer Zeit eingeschleppt), Dänemark, Österreich und Deutschland. In Deutschland gibt es bisher nur einen Fund vom Ernzer Berg in Echternacherbrück in der Südeifel (Rheinland-Pfalz). Potentiell kann die Art auch in andere Weinanbaugebiete Deutschlands verschleppt worden sein.
In Deutschland ist die kalkliebende Art vermutlich in wärmegetönten Wäldern, Weinbergen, Gärten, Parks, Äckern, Wiesen und Feldgehölzen zu erwarten.

## Taxonomie
Die Art wurde 1886 vom Myriapodenexperten Robert Latzel als Strongylosoma italicum erstbeschrieben. Weitere Synonyme lauten Entothalassinum italicum (Latzel, 1886), Strongylosoma gallicum (Latzel, 1886), Strongylosoma pallipes var. gallicum Latzel, 1886, Strongylosoma mediterraneum Daday, 1891, Stosatea mediterraneum (Daday, 1891) und Strongylosoma italicum cerii Verhoeff, 1942.
Die Gattung Stosatea besteht aus knapp 20 Arten. Sie gehört zur Tribus Paradoxosomatini innerhalb der Unterfamilie Paradoxosomatinae. Die Gattung ist nah verwandt mit der Gattung Strongylosoma, die mit der Art Strongylosoma stigmatosum auch in Mitteleuropa vertreten ist.

### Unterarten
Es werden fünf Unterarten akzeptiert. Diese sind:
- Stosatea italica aenariensis (Verhoeff, 1941)
- Stosatea italica denticulata (Attems, 1937)
- Stosatea italica italica (Latzel, 1886)
- Stosatea italica rubida (Verhoeff, 1951)
- Stosatea italica sorattinum (Verhoeff, 1951)